# Норабац
Норабац (арм. Նորաբաց) — село в Араратской области Армении. Основано в 1897 году.

## География
Село расположено в северо-западной части марза, к востоку реки Раздан, при автодороге , на расстоянии 25 километров к северо-западу от города Арташат, административного центра области. Абсолютная высота — 855 метров над уровнем моря.
Климат
Климат характеризуется как семиаридный (BSk в классификации климатов Кёппена). Среднегодовая температура воздуха составляет 12,5 °C. Средняя температура самого холодного месяца (января) составляет −2,7 °С, самого жаркого месяца (июля) — 26,1 °С. Расчётная многолетняя норма атмосферных осадков — 291 мм. Наибольшее количество осадков выпадает в мае (49 мм).

## Население
| Год переписи | Население          | Население          | Население          | Население            | Население            | Население            |
| Год переписи | Наличное население | Наличное население | Наличное население | Постоянное население | Постоянное население | Постоянное население |
| Год переписи | Всего              | Мужчины            | Женщины            | Всего                | Мужчины              | Женщины              |
| ------------ | ------------------ | ------------------ | ------------------ | -------------------- | -------------------- | -------------------- |
| 2001         | 1987               | 951                | 1036               | 2193                 | 1058                 | 1135                 |
| 2011         | 1935               | 966                | 969                | 2155                 | 1039                 | 1116                 |

| Год  | Численность | Численность |
| ---- | ----------- | ----------- |
| 1897 | 27          | [ 9 ]       |
| 1926 | 194         | [ 9 ]       |
| 1939 | 446         | [ 9 ]       |
| 1970 | 1469        | [ 9 ]       |
| 1979 | 1590        | [ 9 ]       |
| 1989 | 1881        | [ 9 ]       |
| 2001 | 2193        | [ 9 ]       |
| 2011 | 2155        | [ 10 ]      |